# Obsjtina Ruse
Obsjtina Ruse (bulgariska: Община Русе) är en kommun i Bulgarien.   Den ligger i regionen Ruse, i den nordöstra delen av landet, 260 km nordost om huvudstaden Sofia. Antalet invånare är 183 769. Arean är 469 kvadratkilometer. Obsjtina Ruse gränsar till Obsjtina Slivo Pole.
Terrängen i Obsjtina Ruse är lite kuperad.
Obsjtina Ruse delas in i:
- Basarbovo
- Marten
- Nikolovo
- Novo selo
- Prosena
- Semerdzjievo
- Chotantsa
- Tjervena voda
- Sandrovo
- Tetovo
- Jastrebovo

Följande samhällen finns i Obsjtina Ruse:
- Ruse